# Dieter Riesenberger
Dieter Riesenberger (* 11. Mai 1938 in Neustadt an der Weinstraße; † 11. Juni 2023) war ein deutscher Historiker.

## Leben
Riesenberger besuchte die Volksschule in Kandel und legte das Abitur 1959 am Altsprachlichen Gymnasium der Heimschule Lender in Sasbach ab. Nach dem Grundwehrdienst bei der Bundeswehr studierte er Geschichte und deutsche Philologie an der Universität Freiburg. 1965 promovierte er an der Universität Freiburg bei Gerd Tellenbach mit einer Arbeit über die Prosopographie der päpstlichen Legaten von Stephan II. bis Silvester II.
Von 1967 bis 1970 arbeitete er als Gymnasiallehrer. Ab 1971 unterrichtete er als abgeordneter Studienrat an der Pädagogischen Hochschule Rheinland, Abteilung Neuss. Von 1981 bis 1998 lehrte er als Professor für Zeitgeschichte und Didaktik der Geschichte an der Universität-Gesamthochschule Paderborn. Das Vorwort zu seinem Buch Die katholische Friedensbewegung in der Weimarer Republik verfasste Walter Dirks. Sein Forschungsschwerpunkt in den letzten Jahren war die Geschichte des Deutschen Roten Kreuzes.
Dieter Riesenberger starb im Juni 2023 im Alter von 85 Jahren.